# Diego 100%
Diego 100% è una sitcom italiana del 1985, trasmessa da Euro TV e diretta da Diego Abatantuono (con la collaborazione di Pamela Cantuarias). 
(gag tra Minniti e Jole)

## Trama
Diego è un immigrato meridionale squattrinato che vive in un monolocale ricavato dal retro di un bar il cui proprietario, Marco, spera sempre di vederlo pagare l'affitto. Lavorano al bar anche il giovane Marcello e la cassiera Jole. Altri personaggi sono alcuni avventori abituali come Taverna, Icio e soprattutto l'impresario Minniti, sempre in impermeabile, cappello, sigaro e occhiali scuri.

## Sigle
Le sigle di testa e di coda, pubblicate lo stesso anno su 45 giri rispettivamente come lato A e lato B, sono state interpretate entrambe dallo stesso Diego Abatantuono.
Durante la sigla d'apertura La vita è un lunedì (autori: Alberto Radius, Oscar Avogadro e Diego Abatantuono) i personaggi principali ed il resto dei credits vengono graficamente presentati come contenuti in un album fotografico.
La sigla di coda Ci vuole (autori: Alberto Radius, Maurizio De Romedis e Diego Abatantuono), presenta un video che vede Abatantuono cantante (e bassista) eseguire il brano su un palco assieme a tutti i principali interpreti della sit-com trasformati nei musicisti nella sua band: Marco alle tastiere elettroniche, Jole alle percussioni, Taverna alla batteria, Icio e Marcello alle chitarre e Diego/Minniti che suona il pianoforte e canta.

## Episodi
1. La radio di Marco
2. L'ufficiale sanitario
3. L'importante è vincere
4. Il compleanno di Marco
5. Viva lo sponsor
6. Il suo nome è nessuno
7. Tutto cominciò così
8. Basta la salute?
9. Una serata indimenticabile
10. La jella non esiste
11. Panico al bar
12. Pensione Miramuro
13. La grande rapina
14. Artisti si nasce
15. I collezionisti
16. Sarete famosi
17. Libertà di stampa
18. Festa in maschera
19. Intermediari
20. Nel bene e nel male